# Prix du Mémorial, grand prix littéraire d'Ajaccio
Le prix du Mémorial, grand prix littéraire d'Ajaccio, est un prix littéraire créé en 1977 par l'Association culturelle du Mémorial, patronné par la Ville d'Ajaccio. Il récompense annuellement une œuvre, ou un ouvrage à finalité historique, ou consacré à une réflexion sur des problèmes de civilisation illustrant l'apport des hommes à l'évolution de la société contemporaine.

## Description
Créé en août 1977 par Alfred Nivaggioli (haut fonctionnaire des Finances), Raoul Morelli (entrepreneur) et Pierre Rostini (éditeur et journaliste) ce prix annuel distingue un ou deux auteurs pour « la valeur humaine de l'ensemble de son œuvre, ou pour un ouvrage (récit, mémoires, biographie, roman) à finalité historique ou consacré à une réflexion sur des problèmes de civilisation illustrant l'apport des hommes à l'évolution de la société contemporaine ».
Le siège de l'Association culturelle du Mémorial est située à Ajaccio.
Depuis 2012, le jury est présidé par Jean-François Sirinelli, historien, Professeur émérite à Sciences Po Paris . Membres du Jury : Mmes Barbara Cassin, de l'Académie française, Ariane Chemin, Benedetta Craveri d'Aboville, Christine Rostini, MM. Jean-Louis Bourlanges, Jean-Claude Casanova, de l'Académie des Sciences Morales et Politiques, Jean-Marie Colombani, Antoine-Marie Graziani, Xavier Musca, Pierre Lungheretti, Angelo Rinaldi, de l'Académie française, Jean Rouaud, Jean-Ludovic Silicani.
Depuis avril 2019, l'Association culturelle du Mémorial est présidée par Marie-Paule Mancini-Neri.

## Liste des lauréats
- 1978 : Hervé Alphand, L'Étonnement d'être, journal 1939-1973 - Fayard.
- 1979 : Alexandre Sanguinetti, Histoire du soldat, de la violence et des pouvoirs - Ramsay.
- 1980 : Robert Mazoyer, Joséphine ou la Comédie des ambitions, feuilleton télévisé.
- 1981 : Jean Tulard, Mémorial de Sainte-Hélène - Robert Laffont.
- 1982 : Pierre Chaunu, Histoire et Décadence - Perrin.
- 1983 : Xavier Versini, Emmanuel Arène- la Marge - Ajaccio, et pour l'ensemble de son œuvre.
- 1984 : ex æquo, Maurice Schumann, Qui a tué le Duc d'Enghien ?- Perrin et Pierre Miquel, La Grande Guerre - Fayard
- 1985 : Claude Imbert, Ce que je crois - Grasset.
- 1986 : Françoise Prévost, Les Nuages de septembre - Stock.
- 1987 : Pierre Antonetti, Sampiero - France-Empire.
- 1988 : Jean-Marie Lustiger, Le Choix de Dieu. Entretiens avec J-L. Missika & D. Volton - de Fallois.
- 1989 : Jean-Denis Bredin, Sieyès : la clé de la Révolution Française - de Fallois.
- 1990 : Jean d'Ormesson, Garçon, de quoi écrire - Gallimard, et pour l'ensemble de son œuvre.
- 1991 : Eugène Mannoni, L' Insulaire - de Fallois[1].
- 1992 : Jean-François Revel, Le Regain démocratique - Fayard.
- 1993 : Alain Duhamel, Les Peurs françaises - Flammarion.
- 1994 : Fondation Napoléon, Barry E. O'Meara, Napoléon dans l'exil, 2 vol. - Fondation Napoléon.
- 1995 : Alain Peyrefitte, C'était de Gaulle. 1958-1963, T.l -de Fallois / Fayard.
- 1996 : Olivier Todd, Albert Camus, une vie - Gallimard.
- 1997 : Max Gallo, Napoléon T.I : Le chant du départ - Robert Laffont.
- 1998 : Raoul Girardet, La Société militaire de 1815 à nos jours - Perrin.
- 1999 : ex æquo Jean Daniel, Avec le temps : carnets 1970-1988 - Grasset et Paul Silvani, pour l'ensemble de son œuvre.
- 2000 : Georges Suffert, Tu es Pierre - de Fallois.
- 2001 : Laurent Joffrin, Les Batailles de Napoléon - Le Seuil.
- 2002 : Éric Roussel, Charles de Gaulle - Gallimard.
- 2003 : Benedetta Craveri, L' Âge de la conversation - Gallimard.
- 2004 : Marc Fumaroli, Chateaubriand : Poésie et Terreur - de Fallois.
- 2005 : Thierry Lentz, Nouvelle Histoire du Premier Empire T.II : l'effondrement du système napoléonien (1810-1814) - Fayard, et pour l'ensemble de son œuvre.
- 2006 : Sudhir Hazareesingh, La Légende de Napoléon - Tallandier.
- 2007 : ex æquo Pierre Branda, Le Prix de la gloire - Fayard et Antoine-Marie Graziani, Édition de la correspondance de Pascal Paoli - Ed. Alain Piazzola - mention spéciale du jury.
- 2008 : Éric Anceau, Napoléon III - Tallandier.
- 2009 : Mona Ozouf, Composition française : retour sur une enfance bretonne - Gallimard[2].
- 2010 : ex æquo Jean-Pierre Azéma, 1940, l'année noire : de la débandade au trauma - Fayard[3] et Marie-Josée Cesarini-Dasso, Hyacinthe di Brano, avocat des lumières - France Europe Éditions - mention spéciale du jury.
- 2011 : Valéry Giscard d'Estaing, La Victoire de la Grande-Armée - Plon.
- 2012 : Marie Ferranti, Une haine de Corse : histoire véridique de Napoléon Bonaparte et de Charles-André Pozzo di Borgo - Gallimard[4].
- 2013 : Jean-Pierre Le Goff, La Fin du village : une histoire française - Gallimard[5].
- 2014 : Patrice Gueniffey, Bonaparte - Gallimard.
- 2015 : Emmanuel de Waresquiel, Fouché, les silences de la  pieuvre - Tallandier / Fayard.
- 2016 : Jean-Paul Kauffmann, Outre-Terre - Équateurs.
- 2017 : Philippe Costamagna, Histoire d’œils - Grasset[6],[7].
- 2018 : Jean-Noël Pancrazi, Je voulais leur dire mon amour - Gallimard[8].
- 2019: Jérôme Fourquet, L'Archipel français. Naissance d'une nation multiple et divisée - Seuil
- 2020: Cédric Lewandowski, Lucien Bonaparte - Un prince républicain - Flammarion.
- 2021: Claude Arnaud, Le mal des ruines - Grasset.
- 2021: Prix Découverte du Mémorial: Marie-Paule Raffaelli-Pasquini, Napoléon et Jésus, L'avènement d'un mythe - Cerf.
- 2022: Elie Barnavi, Confessions d'un bon à rien - Grasset
- 2023: Michel Vergé-Franceschi, Charles Bonaparte, père de Napoléon 1er - Passés Composés

## Présidents du jury
- Joseph Pasteur (1977-1980)
- Alice Saunier-Seïté (1980-1985)
- Émile Arrighi de Casanova (1985-2000)
- Jean-Claude Casanova (2000-2012)
- Jean-François Sirinelli (2012-)